# Neuseeländische Zeitung
Die Neuseeländische Zeitung. Politische und gelehrte wöchentliche Zeitschrift erschien 1865 in Auckland. Sie war die einzige bekannte reguläre deutschsprachige Zeitung in Neuseeland.

## Geschichte
Seit März 1865 erschien die Neuseeländische Zeitung in Auckland jeweils sonnabends. Sie berichtete vor allem über Ereignisse und Anliegen der etwa 6.000 deutschsprachigen Siedler  im Land. In der Ausgabe vom 27. Mai 1865 wurde im Leitartikel ein eigener deutscher Konsul für Neuseeland erwünscht, es wurde für die weitflächigen und guten  Möglichkeiten zum Ackerbau auf den Inseln geworben, auch die Goldminen hätten zufriedenstellende Erträge, außerdem wurde über das Stiftungsfest des Deutschen Vereins am 24. Mai, dem Geburtstag der britischen Königin Elisabeth, berichtet. 
Die englischsprachige  Bevölkerung unterstütze die Zeitung, und auch die Behörden akzeptierten sie als offizielles Organ.
Über die weitere Entwicklung der Neuseeländischen Zeitung sind keine Hinweise nach dem September 1865 bekannt.